# Elbasan prefektur
Elbasans prefektur (alb. Qarku i Elbasanit) är en av Albaniens tolv prefekturer. Den bestod fram till 2014 av distrikten Elbasan, Gramsh, Librazhd och Peqin med Elbasan som residensstad. Perfekturen är sedan 2014 indelad i kommunerna Belsh, Cërrik, Elbasan, Gramsh, Librazhd, Peqin och Prrenjas. Orter i perfekturen är Përrenjas-Fshat.
| Kommuner | Admistrativa enheter i kommunen                                                                                               | Tidigare distrikt |
| -------- | --- | ----------------- |
| Belsh    | Belsh, Fierzë, Grekan, Kajan, Rrasë                                                                                           | Elbasan           |
| Cërrik   | Cërrik, Gostimë, Klos, Mollas, Shalës                                                                                         | Elbasan           |
| Elbasan  | Bradashesh, Elbasan, Funar, Gjergjan, Gjinar, Gracen, Labinot-Fushë, Labinot-Mal, Papër, Shirgjan, Shushica, Tregan, Zavalinë | Elbasan           |
| Gramsh   | Gramsh, Kodovjat, Kukur, Kushova, Lenias, Pishaj, Poroçan, Skënderbegas, Sult, Tunjë                                          | Gramsh            |
| Librazhd | Hotolisht, Librazhd, Lunik, Orenjë, Polis, Qendër Librazhd, Stëblevë                                                          | Librazhd          |
| Peqin    | Gjoçaj, Karinë, Pajovë, Peqin, Përparim, Shezë                                                                                | Peqin             |
| Prrenjas | Përrenjas, Qukës, Rrajcë, Stravaj                                                                                             | Librazhd          |